# 나시르 후스라우

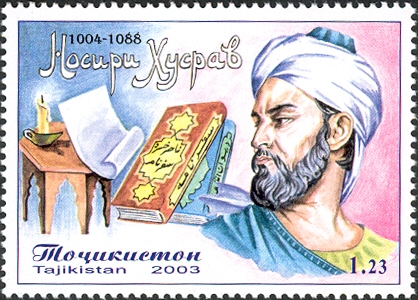

나시르 후스라우(페르시아어: ناصر خسرو قبادیانی, 1004년 ~ 1088년)는 중세 페르시아의 시인이며 이스마일파(派)의 포교자(布敎者)이다.
발크 근처에서 출생하여 젊어서 가즈니 왕조를 섬겼고 1045년부터 7년간 서아시아 각지를 여행하였으며, 이집트에 가서 이스마일파로 개종하고 귀국하여 포교에 노력했다. <여행기> <나그네의 양식(糧食)> <이현(二賢) 집합(集合)의 서(書)> 등 산문 외에 <시집> <광명의 서(書)> <행복의 서> 등 주로 철학과 신학을 다룬 시로서 높이 평가되고 있다.